# 1940

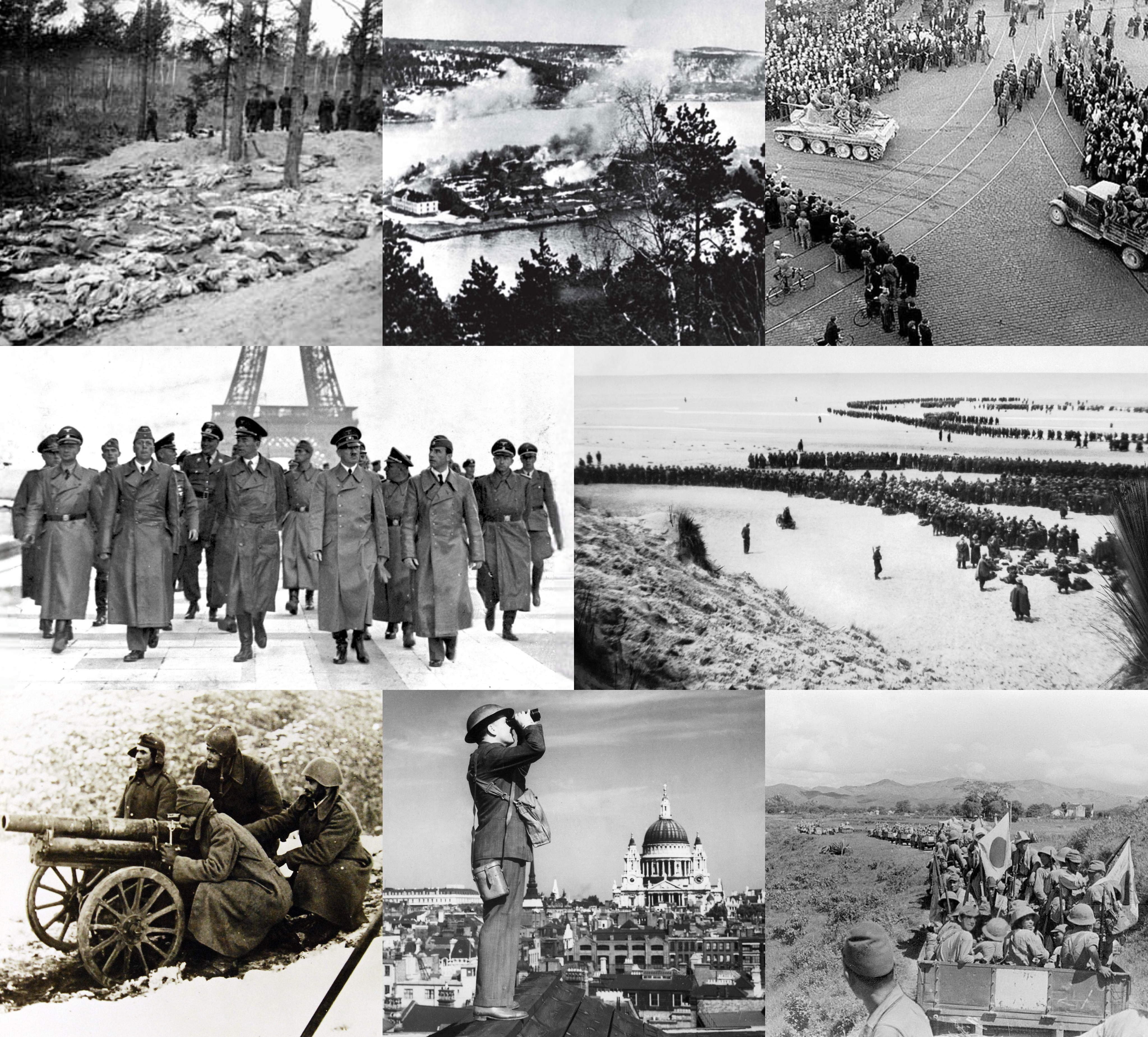

1940 (MCMXL) là một năm nhuận bắt đầu vào Thứ hai của lịch Gregory, năm thứ 1940 của Công nguyên hay của Anno Domini, the năm thứ 940  của thiên niên kỷ 2, năm thứ 40  của thế kỷ 20, và năm thứ  1   của thập niên 1940. 

## Sự kiện

### Tháng 1
- 10 tháng 1: Sự kiện Altmark

### Tháng 4
- 9 tháng 4: 
  - Đức xâm lược Đan Mạch
  - Mở đầu chiến dịch Na Uy

### Tháng 5
- 10 tháng 5: Phát xít Đức xâm lược Pháp
- 17 tháng 5: Quân Đức đánh chiếm Bỉ

### Tháng 6
- 10 tháng 6: Kết thúc chiến dịch Na Uy
- 14 tháng 6: Quân Đức công chiếm Paris
- 17 tháng 6: Tổng thống Pháp tuyên bố đầu hàng phát xít Đức
- 18 tháng 6: Tướng Charles de Gaulle tuyên bố tiếp tục kháng chiến chống phát xít Đức.
- 22 tháng 6: Pháp đầu hàng phát xít Đức.

### Tháng 7
- 10 tháng 7: Mở đầu không chiến tại Anh Quốc

### Tháng 8
- 20 tháng 8: xảy ra chiến dịch Bách Đoàn tại Hoa Bắc, Trung Quốc.

### Tháng 9
- 22 tháng 9: Quân đội Nhật Bản tiến vào Đông Dương.
- 27 tháng 9: bùng nổ khởi nghĩa Bắc Sơn. Đức, Ý, Nhật ký hiệp ước tam cường

### Tháng 10
- 7 tháng 10: Phát xít Đức xâm lược Rumani.
- 31 tháng 10: Kết thúc không chiến tại Anh Quốc

### Tháng 11
- 23 tháng 11: Bùng nổ khởi nghĩa Nam Kỳ

## Sinh

### Tháng 1
- 2 tháng 1 - Jim Bakker, televangelist người Mỹ
- 4 tháng 1 - Brian David Josephson, nhà vật lý, giải thưởng Nobel người Wales
- 4 tháng 1 - Cao Hành Kiện, nhà văn, giải thưởng Nobel người Trung Quốc
- 6 tháng 1 - Penny Lernoux, nhà báo, tác gia người Mỹ, (m. 1989)
- 9 tháng 1 - Miguel Ángel Rodríguez, chính trị gia, luật sư, nhà kinh tế học, người Costa Rica
- 14 tháng 1 - Julian Bond, nhà đấu tranh cho nhân quyền người Mỹ
- 19 tháng 1 - Mike Reid, diễn viên người Anh (m. 2007)
- 20 tháng 1 - Carol Heiss, vận động viên trượt băng nghệ thuật người Mỹ
- 22 tháng 1 - John Hurt, diễn viên người Anh
- 27 tháng 1 - James Cromwell, diễn viên người Mỹ
- 31 tháng 1 - Kitch Christie, huấn luyện viên bóng bầu dục, người Nam Phi, (m. 1998)

### Tháng 2
- 2 tháng 2 - David Jason, diễn viên người Anh
- 3 tháng 2 - Fran Tarkenton, cầu thủ bóng đá người Mỹ
- 4 tháng 2 - George Romero, người viết kịch bản phim, nhà sản xuất phim, đạo diễn người Mỹ
- 5 tháng 2 - H.R. Giger, nghệ sĩ người Thụy Sĩ
- 6 tháng 2 - Tom Brokaw, truyền hình tin tức phóng viên người Mỹ
- 6 tháng 2 - Jimmy Tarbuck, diễn viên hài người Anh
- 8 tháng 2 - Ted Koppel, nhà báo người Mỹ
- 8 tháng 2 - Joe South, ca sĩ, người sáng tác bài hát người Mỹ
- 9 tháng 2 - John Maxwell Coetzee, nhà văn, giải thưởng Nobel người Nam Phi
- 12 tháng 2 - Richard Lynch, diễn viên người Mỹ
- 17 tháng 2 - Gene Pitney, ca sĩ người Mỹ, (m. 2006)
- 19 tháng 2 - Smokey Robinson, nhạc sĩ người Mỹ
- 20 tháng 2 - Jimmy Greaves, cầu thủ bóng đá người Anh
- 21 tháng 2 - James Wong, nhà soạn nhạc người Hồng Kông, (m. 2004)
- 22 tháng 2 - Johnson Mlambo, chính trị gia người Nam Phi
- 22 tháng 2 - Billy Name, nhà nhiếp ảnh, Archivist người Mỹ
- 23 tháng 2 - Peter Fonda, diễn viên người Mỹ
- 24 tháng 2 - Denis Law, cầu thủ bóng đá người Scotland
- 25 tháng 2 - Ron Santo, vận động viên bóng chày người Mỹ
- 28 tháng 2 - Mario Andretti, tay đua xe người Mỹ
- 29 tháng 2 - Edward Frederic Benson, nhà văn người Mỹ

### Tháng 3
- 3 tháng 3 - Germán Castro Caycedo, nhà văn, nhà báo người Colombia
- 3 tháng 3 - Owen Spencer-Thomas, nhà báo, người Anh
- 6 tháng 3 - Willie Stargell, vận động viên bóng chày, (m. 2001)
- 7 tháng 3 - Rudi Dutschke, sinh viên người Đức, (m. 1979)
- 9 tháng 3 - Raúl Juliá, diễn viên người Puerto Rican, (m. 1994)
- 10 tháng 3 - Chuck Norris, diễn viên, nghệ sĩ người Mỹ
- 12 tháng 3 - Al Jarreau, ca sĩ người Mỹ
- 15 tháng 3 - Phil Lesh, nhạc sĩ người Mỹ
- 16 tháng 3 - Bernardo Bertolucci, nhà văn, đạo diễn phim người Ý
- 16 tháng 3 - Jan Pronk, chính trị gia, nhà ngoại giao người Đức
- 17 tháng 3 - Mark White, thống đốc
- 22 tháng 3 - Haing S. Ngor, diễn viên người Campuchia, (m. 1996)
- 25 tháng 3 - Anita Bryant, Entertainer người Mỹ
- 26 tháng 3 - James Caan, diễn viên người Mỹ
- 27 tháng 3 - Austin Pendleton, diễn viên người Mỹ
- 27 tháng 3 - Cale Yarborough, tay đua người Mỹ
- 29 tháng 3 - Ray Davis, nhạc sĩ người Mỹ
- 30 tháng 3 - Astrud Gilberto, ca sĩ người Brasil

### Tháng 4
- 1 tháng 4 - Wangari Muta Maathai, nhà môi trường học, giải thưởng Nobel hòa bình người Kenya
- 2 tháng 4 - Penelope Keith, nữ diễn viên người Anh
- 12 tháng 4 - Herbie Hancock, nhạc sĩ người Mỹ
- 12 tháng 4 - John Hagee, televangelist người Mỹ
- 18 tháng 4 - Joseph L. Goldstein, nhà khoa học, giải thưởng Nobel người Mỹ
- 20 tháng 4 - George Takei, diễn viên người Mỹ
- 25 tháng 4 - Al Pacino, diễn viên người Mỹ
- 26 tháng 4 - Giorgio Moroder, nhà soạn nhạc người Ý

### Tháng 5
- 1 tháng 5 - Elsa Peretti, nhà thiết kế người Ý
- 8 tháng 5 - Peter Benchley, tác gia người Mỹ (m. 2006)
- 8 tháng 5 - Angela Carter, tác gia, chủ bút người Anh (m. 1992)
- 8 tháng 5 - Ricky Nelson, ca sĩ người Mỹ (m. 1985)
- 8 tháng 5 - Toni Tennille, ca sĩ người Mỹ
- 9 tháng 5 - James L. Brooks, nhà sản xuất phim, nhà văn người Mỹ
- 11 tháng 5 - Juan Downey, nghệ sĩ người Chile, (m. 1993)
- 17 tháng 5 - Alan Kay, nhà khoa học người Mỹ
- 18 tháng 5 - Lenny Lipton, nhà phát minh người Mỹ
- 20 tháng 5 - Stan Mikita, vận động viên khúc côn cầu người Slovakia
- 20 tháng 5 - Sadaharu Oh, vận động viên bóng chày người Nhật Bản
- 22 tháng 5 - Bernard Shaw, nhà báo, phóng viên truyền hình tin tức người Mỹ
- 24 tháng 5 - Joseph Brodsky, nhà thơ, giải thưởng Nobel người Nga, (m. 1996)
- 29 tháng 5 - Farooq Leghari, tổng thống Pakistan

### Tháng 6
- 1 tháng 6 - René Auberjonois, diễn viên người Mỹ (m. 2019)
- 6 tháng 6 - Richard Paul, diễn viên người Mỹ (m. 1998)
- 7 tháng 6 - Tom Jones, ca sĩ người Wales
- 8 tháng 6 - Carole Ann Ford, nữ diễn viên người Anh
- 8 tháng 6 - Nancy Sinatra, ca sĩ người Mỹ
- 16 tháng 6 - Neil Goldschmidt, Thống đốc bang Oregon
- 17 tháng 6 - George Akerlof, nhà kinh tế học, giải thưởng Nobel người Mỹ
- 20 tháng 6 - John Mahoney, diễn viên người Anh
- 21 tháng 6 - Mariette Hartley, nữ diễn viên người Mỹ
- 22 tháng 6 - Abbas Kiarostami, đạo diễn phim, người viết kịch bản phim, nhà sản xuất phim người Iran
- 22 tháng 6 - Esther Rantzen, phát thanh viên người Anh
- 23 tháng 6 - Adam Faith, ca sĩ, diễn viên người Anh, (m. 2003)
- 23 tháng 6 - Wilma Rudolph, vận động viên điền kinh người Mỹ (m. 1994)
- 25 tháng 6 - A.J. Quinnell, nhà văn người Anh, (mất 2005)
- 29 tháng 6 - Vyacheslav Artyomov, nhà soạn nhạc người Nga

### Tháng 7
- 3 tháng 7 - César Tovar, vận động viên bóng chày người Venezuela, (m. 1994)
- 7 tháng 7 - Ringo Starr, nhạc công đánh trống người Anh
- 10 tháng 7 - Gene Alley, vận động viên bóng chày
- 10 tháng 7 - Tom Farmer, chủ doanh nghiệp người Scotland
- 10 tháng 7 - Helen Donath, ca sĩ soprano người Mỹ
- 13 tháng 7 - Patrick Stewart, diễn viên người Anh
- 17 tháng 7 - Tim Brooke-Taylor, diễn viên hài người Anh
- 17 tháng 7 - Verne Lundquist, phóng viên thể thao người Mỹ
- 18 tháng 7 - Joe Torre, nhà quản lý, vận động viên bóng chày
- 18 tháng 7 - James Brolin, diễn viên, người đạo diễn người Mỹ
- 22 tháng 7 - George Clinton, nhạc sĩ người Mỹ
- 22 tháng 7 - Alex Trebek, game show host người Canada
- 24 tháng 7 - Stanley Hauerwas, theologian người Mỹ
- 26 tháng 7 - Mary Jo Kopechne, người Mỹ aide to Ted Kennedy người Mỹ (m. 1969)
- 27 tháng 7 - Bharati Mukherjee, tiểu thuyết gia người Ấn Độ
- 31 tháng 7 - Roy Walker, Presenter diễn viên hài

### Tháng 8
- 3 tháng 8: Martin Sheen, diễn viên người Mỹ
- 7 tháng 8: Jean-Luc Dehaene, thủ tướng Bỉ
- 9 tháng 8: Beverlee McKinsey, nữ diễn viên người Mỹ
- 10 tháng 8: Bobby Hatfield, ca sĩ người Mỹ (m. 2003)
- 19 tháng 8:
  - Jill St. John, nữ diễn viên người Mỹ
  - Võ Tòng Xuân, nhà khoa học, nghiên cứu người Việt Nam (m. 2024)
- 20 tháng 8: Rubén Hinojosa, chính trị gia người Mỹ
- 22 tháng 8: Valerie Harper, nữ diễn viên người Mỹ
- 25 tháng 8: José Van Dam, bass-baritone người Bỉ
- 28 tháng 8: Tom Baker, diễn viên người Mỹ, (m. 1982)
- 29 tháng 8:
  - Johnny Paris, nhạc sĩ, người Mỹ (m. 2006)
  - Bennie Maupin, nhạc sĩ người Mỹ

### Tháng 9
- 5 tháng 9 - Raquel Welch, nữ diễn viên người Mỹ
- 7 tháng 9 - Đặng Vũ Chư, nguyên Bộ trưởng Bộ Công nghiệp Việt Nam
- 10 tháng 9 - David Mann, nghệ sĩ người Mỹ (m. 2004)
- 11 tháng 9 - Nông Đức Mạnh, nguyên Tổng Bí thư Đảng Cộng sản Việt Nam, nguyên Chủ tịch Quốc hội Việt Nam
- 12 tháng 9 - Skip Hinnant, diễn viên người Mỹ
- 12 tháng 9 - Mickey Lolich, vận động viên bóng chày
- 13 tháng 9 - Óscar Arias, chính trị gia, giải thưởng Nobel hòa bình người Costa Rica
- 14 tháng 9 - Larry Brown, huấn luyện viên người Mỹ
- 23 tháng 9 - Mohammad-Reza Shajarian, ca sĩ người Iran

### Tháng 10
- 9 tháng 10 - John Lennon, nhạc sĩ, ca sĩ người Anh (m. 1980)
- 13 tháng 10 - Pharoah Sanders, nhạc công saxophon người Mỹ
- 14 tháng 10 - Cliff Richard, ca sĩ người Anh
- 15 tháng 10 - Peter Doherty, nhà miễn dịch học, giải thưởng Nobel người Áo Hung, người Áo, người Úc
- 19 tháng 10 - Michael Gambon, diễn viên người Ireland
- 20 tháng 10 - Robert Pinsky, Poet Laureate of the United States
- 21 tháng 10 - Manfred Mann (Manfred Lubowitz), nhạc sĩ người Hàn Quốc, người Nam Ossetia, người Nam Phi
- 21 tháng 10 - Geoffrey Boycott, cầu thủ cricket người Anh
- 23 tháng 10 - Pelé, cầu thủ bóng đá người Brasil (m. 2022)
- 25 tháng 10 - Bobby Knight, huấn luyện viên người Mỹ
- 27 tháng 10 - John Gotti, găngxtơ người Mỹ (m. 2002)

### Tháng 11
- 15 tháng 11 - Sam Waterston, diễn viên người Mỹ
- 25 tháng 11 - Joe Gibbs, huấn luyện viên người Mỹ
- 27 tháng 11 - Bruce Lee, nghệ sĩ, diễn viên người Trung Quốc (m. 1973)

### Tháng 12
- 1 tháng 12 - Richard Pryor, diễn viên, diễn viên hài người Mỹ (m. 2005)
- 4 tháng 12 - Gary Gilmore, kẻ giết người người Mỹ
- 5 tháng 12 - Peter Pohl, nhà văn người Thụy Điển
- 12 tháng 12 - Sharad Pawar, chính trị gia người Ấn Độ
- 12 tháng 12 - Dionne Warwick, ca sĩ người Mỹ
- 21 tháng 12 - Frank Zappa, nhạc sĩ, nhà soạn nhạc, nhà văn châm biếm người Mỹ (m. 1993)
- 22 tháng 12 - Noel Jones, đại sứ người Anh (m. 1995)
- 26 tháng 12 - Edward C. Prescott, nhà kinh tế học, giải thưởng Nobel người Mỹ

### Không rõ ngày, tháng
- Yên Lang (Nguyễn Ngọc Thanh), soạn giả cải lương người Việt Nam (m. 2017)
- Võ Bá Hùng, cầu thủ bóng đá người Việt Nam (m. 2024)[1]

## Mất

### Tháng 1
- 4 tháng 1 - Flora Finch, nữ diễn viên, diễn viên hài người Anh (s. 1869)
- 18 tháng 1 - Kazimierz Tetmajer, nhà thơ, nhà văn người Ba Lan (s. 1865)
- 27 tháng 1 - Isaac Babel, nhà văn người Ukraina (s. 1894)

### Tháng 3
- 5 tháng 3 - Cai Yuanpei, nhà sư phạm người Trung Quốc (s. 1868)
- 10 tháng 3 - Mikhaïl Boulgakov, nhà văn người Nga (s. 1891)
- 16 tháng 3 - Selma Lagerlöf, nhà văn, giải thưởng Nobel người Thụy Điển (s. 1858)
- 20 tháng 3 - Alfred Ploetz, thầy thuốc, nhà sinh vật học, nhà ưu sinh học người Đức (s. 1860)
- 26 tháng 3 - Spiridon Louis, runner người Hy Lạp
- 31 tháng 3 - Tinsley Lindley, cầu thủ bóng đá người Anh (s. 1865)

### Tháng 4
- 1 tháng 4 – Jazep Jur’jevič Liosik, chủ tịch Rada Cộng hòa Nhân dân Belarus (s. 1883)[2]
- 26 tháng 4 – Carl Bosch, nhà hóa học người Đức đoạt giải Nobel  (s. 1874)

### Tháng 5
- 14 tháng 5 - Emma Goldman, người Litva (s. 1869)
- 15 tháng 5 - Menno ter Braak, nhà văn người Đức (s. 1902)
- 20 tháng 5 - Verner von Heidenstam, nhà văn, giải thưởng Nobel người Thụy Điển (s. 1859)
- 25 tháng 5 - Joe De Grasse, đạo diễn phim người Canada (s. 1873)

### Tháng 6
- 10 tháng 6 - Marcus Garvey, Publisher, chủ doanh nghiệp người Jamaica (s. 1887)
- 11 tháng 6 - Alfred S. Alschuler, kiến trúc sư người Mỹ (s. 1876)
- 17 tháng 6 - Arthur Harden, nhà hóa học, giải thưởng Nobel người Anh (s. 1865)
- 29 tháng 6 - Paul Klee, nghệ sĩ người Thụy Sĩ (s. 1879)

### Tháng 7
- 15 tháng 7 - Robert Wadlow, người cao nhất thế giới (s. 1918)

### Tháng 8
- 5 tháng 8 - Nguyễn Phúc Bửu Kiêm, tước phong Hoài Ân vương, hoàng tử con vua Dục Đức (s. 1884 ).

- 8 tháng 8 - Johnny Dodds, nhạc Jazz Clarinetist người Mỹ (s. 1892)
- 18 tháng 8 - Walter Chrysler, nhà tiên phong trong công nghiệp ô tô người Mỹ (s. 1875)
- 21 tháng 8 - Lev Davidovich Trotsky, nhà cách mạng người Nga (s. 1879)
- 21 tháng 8 - Hermann Obrecht, Federal Councillor người Thụy Sĩ (s. 1882)
- 22 tháng 8 - Mary Vaux Walcott, nghệ sĩ người Mỹ (s. 1860)
- 30 tháng 8 - Joseph John Thomson, nhà vật lý, giải thưởng Nobel người Anh (s. 1856)

### Tháng 9
- 5 tháng 9 - Charles de Broqueville, thủ tướng Bỉ (s. 1860)
- 27 tháng 9 - Julius Wagner-Jauregg, giải thưởng Nobel người Áo Hung, người Áo, người Úc (s. 1857)

### Tháng 10
- 5 tháng 10 - Ballington Booth, người Mỹ co-founder of Volunteers of America (s. 1857)
- 9 tháng 10 - Wilfred Grenfell, Missionary người Anh (s. 1865)
- 10 tháng 10 - Berton Churchill, diễn viên người Canada (s. 1876)

### Tháng 11
- 9 tháng 11 - Neville Chamberlain, thủ tướng Anh (s. 1869)
- 11 tháng 11  -  Hàn Mặc Tử, nhà thơ người Việt Nam ( sinh 1912)
- 17 tháng 11 - Eric Gill, nhà điêu khắc, nhà văn người Anh (s. 1882]])
- 17 tháng 11 - Raymond Pearl, nhà sinh vật học người Mỹ (s. 1879)

### Tháng 12
- 5 tháng 12 - Jan Kubelík, nghệ sĩ vĩ cầm người Séc (s. 1880)
- 19 tháng 12 - Kyösti Kallio, tổng thống Phần Lan, (s. 1873)
- 21 tháng 12 - F. Scott Fitzgerald, nhà văn người Mỹ (s. 1896)
- 25 tháng 12 - Agnes Ayres, nữ diễn viên người Mỹ (s. 1898)

## Giải Nobel
- Vật lý - không có giải
- Hóa học - không có giải
- Y học - không có giải
- Văn học - không có giải
- Hòa bình - không có giải